# Scheffau am Tennengebirge
Scheffau am Tennengebirge é um município da Áustria, situado no distrito de Hallein, no estado de Salzburgo. Tem 69,66 km² de área e sua população em 2019 foi estimada em 1.383 habitantes.